# Chinesische Fischernetze
Chinesische Fischernetze (Malayalam: ചീനവല, cīnavala, anglisiert auch „Cheena Vala“) werden in Indien, vor allem an der Südwestküste, stationäre Fangvorrichtungen für Fische und andere Meerestiere genannt, die für diese Region als typisch und als Wahrzeichen angesehen werden, als Touristenattraktionen und als Fotomotive hohe Popularität genießen und in der Touristikwerbung und in Reiseführern herausgestellt werden.

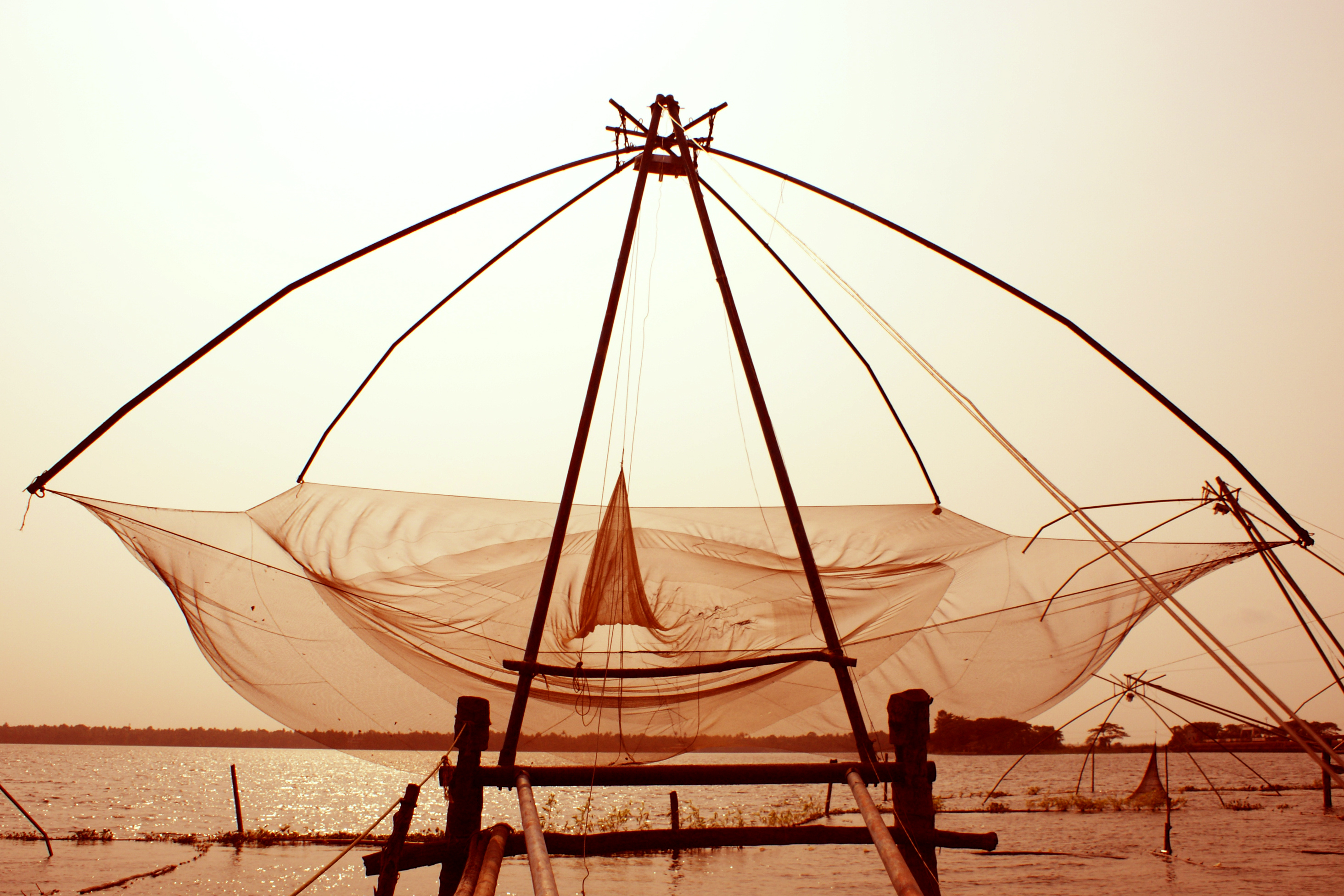
Ein chinesisches Fischernetz vor dem Eintauchen ins Wasser

## Verbreitung
Fischfangvorrichtungen dieser Art gibt es vor allem an den Meeresküsten von Südchina und Indochina, während sie in Indien hauptsächlich in der Gegend der Städte Kochi und Kollam verwendet werden. Verschiedenen Überlieferungen nach sind sie von Gesandten des chinesischen Kaisers Kublai Khan (1215–1294) oder vom chinesischen Admiral Zheng He (1371–1433 bzw. 1335) nach Indien gebracht worden.

## Technik und Betrieb
Die offizielle Bezeichnung dieser Fangvorrichtungen lautet „küstenbetriebene stationäre Aufzugsnetze“ (englisch: „Shore-operated Stationary Lift Nets“).
Große mechanische, den europäischen Fischergalgen oder Fischwaagen gleichende Vorrichtungen aus hölzernen Stangen halten horizontale Netze von hier 20 Metern Durchmesser oder mehr. Jede Anlage ist mindestens 10 Meter hoch und besteht aus einem Kragarm mit einem daran aufgehängten, horizontal ausgebreiteten Netz, das über dem Meer hängt. Schwere Steine sind an Seilen am anderen Ende als Gegengewichte aufgehängt. Jede Anlage wird von einem Team von bis zu sechs Fischern betrieben.
Dieses System ist so ausbalanciert, dass die Gewichtsverlagerung eines auf dem Hauptbalken laufenden Menschen genügt, um das Netz ins Meer zu senken. Das Netz bleibt kurz, manchmal nur Minuten dort, bevor es durch Ziehen an den Seilen gehoben wird. Der jeweilige Fang besteht in der Regel nur aus ein paar Fischen und Krebstieren, die aber ohne großen Aufwand innerhalb von Minuten an Passanten verkauft werden können.
Schwere Steine mit einem Durchmesser von etwa 30 Zentimetern hängen an unterschiedlich langen Seilen. Wenn das Netz angehoben wird, kommt ein Stein nach dem anderen auf einer Plattform zum Ruhen, wodurch alles im Gleichgewicht bleibt.
Jede Vorrichtung hat eine begrenzte Einsatztiefe. Ein einzelnes Netz kann daher nicht kontinuierlich in Gezeitengewässern betrieben werden. Je nach Gezeitenstand werden verschiedene Anlagen verwendet.

## Gegenwart und Zukunft
Die chinesischen Fischernetze sind zu einer sehr beliebten Touristenattraktion geworden. Die Touristen können den Betrieb der Netze beobachten und die Fänge einzeln kaufen. Nach dem Kauf können die Kunden den Fang zu einem Straßenhändler bringen, der ihn vor Ort zubereitet („Catch 'n Cook“).
In Kochi ist das Seafood-Restaurant „Cheenavala“ nach den chinesischen Fischernetzen benannt.
Ein Zeitungsbericht aus dem Mai 2015 berichtet von einer Bedrohung dieser Fischernetze durch zunehmende Versandung des Vorfeldes. Viele Netze stünden über Sand und seien nicht mehr einsatzfähig. Sie müssten abgebaut werden. Nach einem Bericht aus dem April 2018 steht der Betrieb der Fischernetze unter starkem wirtschaftlichen Druck. Fischer beklagen die hohen Betriebskosten und die niedrigen Einnahmen. Öffentliche Unterstützung zum Erhalt der Touristenattraktion werde nicht gewährt. Die an diesen Netzen tätigen Fischer sind organisiert in der „Kochi Chinese Net Owners' Association“. Im Frühjahr 2018 gibt es noch 12 dieser Fischernetze in Fort Kochi und acht in Vypeen, einer gegenüber liegenden Insel.
Bereits im Jahre 2014 haben gemäß Zeitungsberichten die Gespräche mit Beauftragten der chinesischen Regierung begonnen. Die Chinesen machten den Vorschlag, anlässlich eines Besuches ihres Staatspräsidenten die Netze und die dazugehörige Strandpromenade in Fort Kochi in eigener Regie zu restaurieren. Die einheimischen Fischer wehrten sich gegen eine Restaurierung ohne eigene Mitsprachemöglichkeiten. Erst im Sommer 2018 setzte die Regierung von Kerala eine Kommission ein, die sich des Themas annehmen soll.

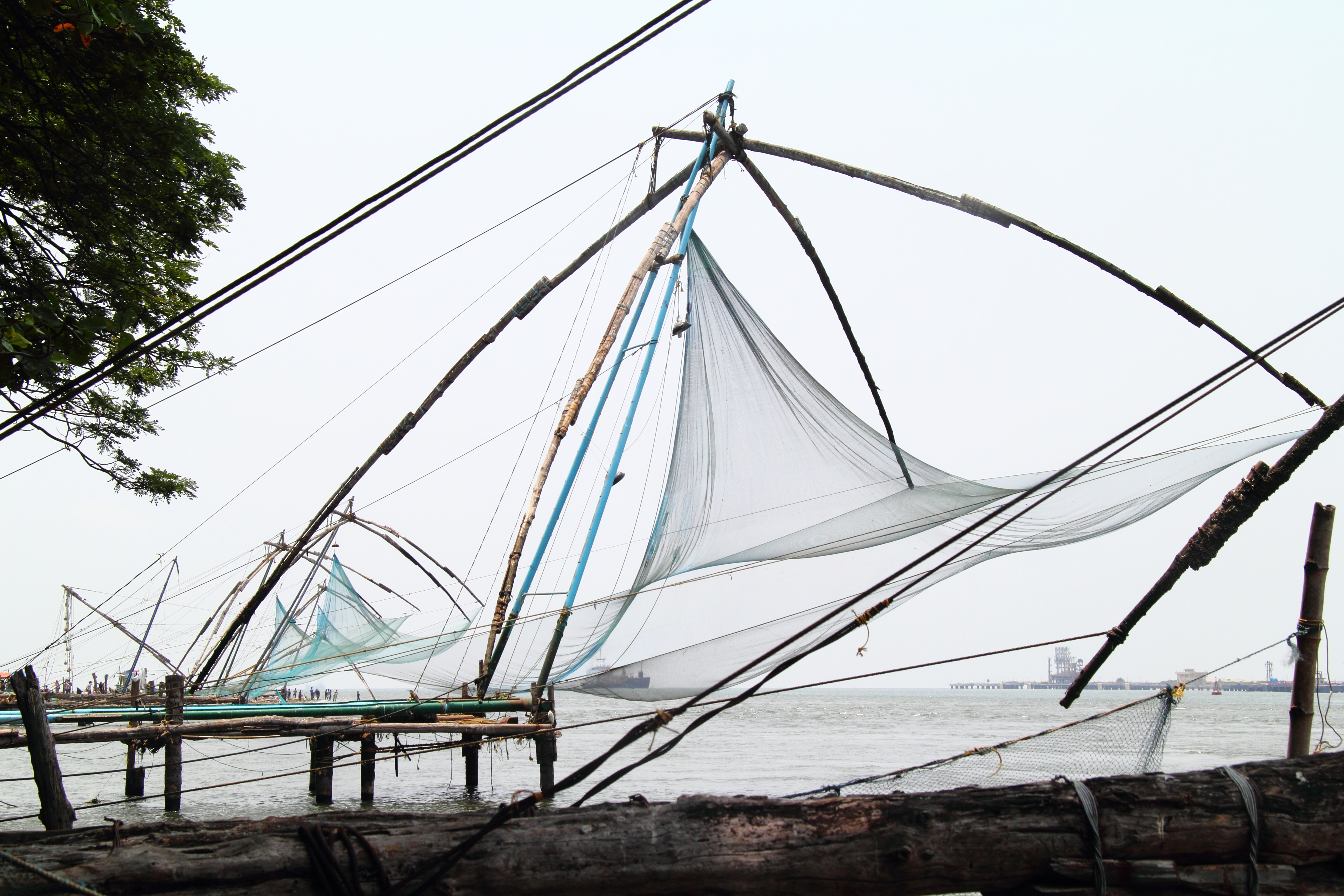
Chinesische Fischernetze am Fort-Kochi-Strand 2018
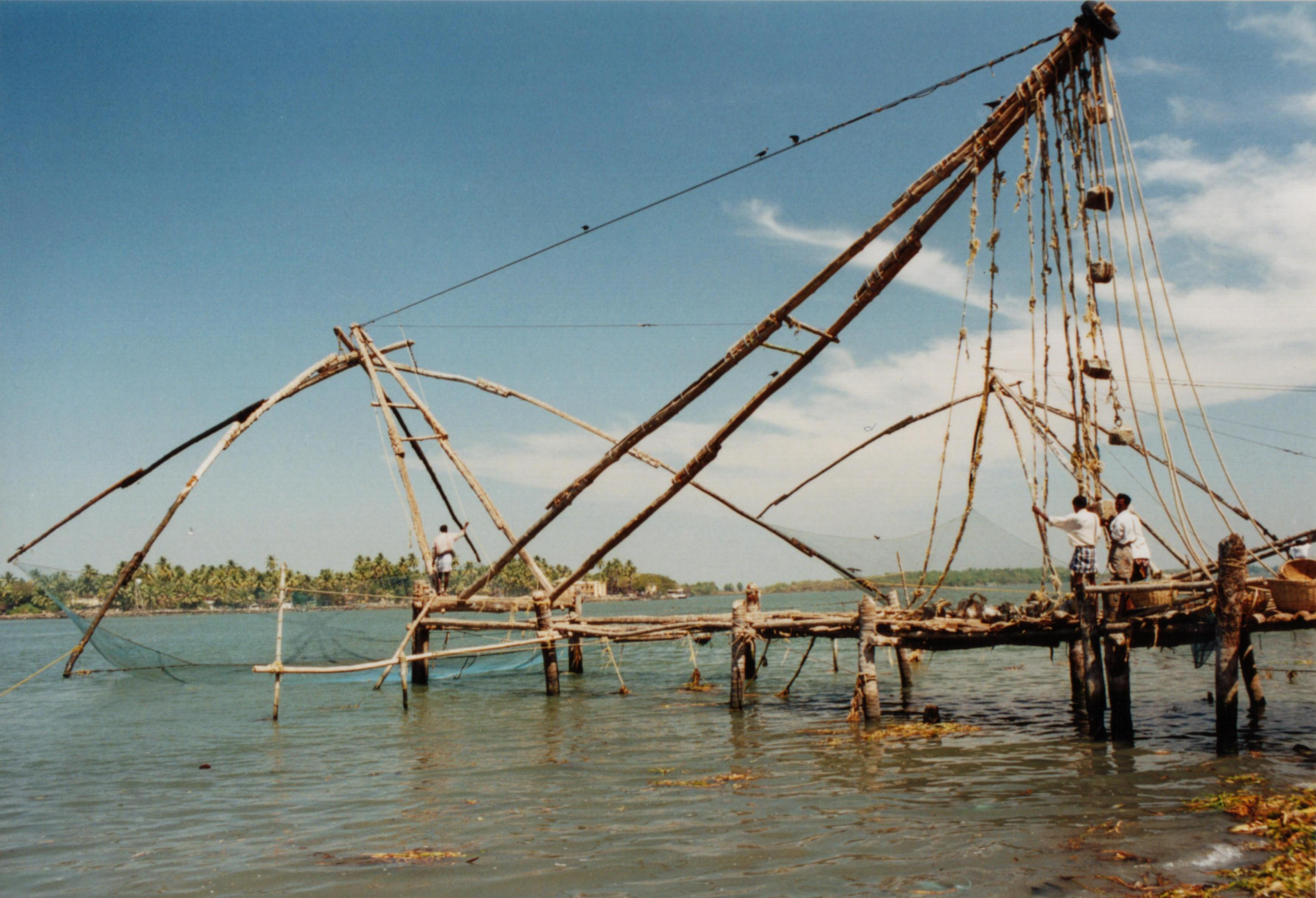
Chinesische Fischernetze in Kochi 1995
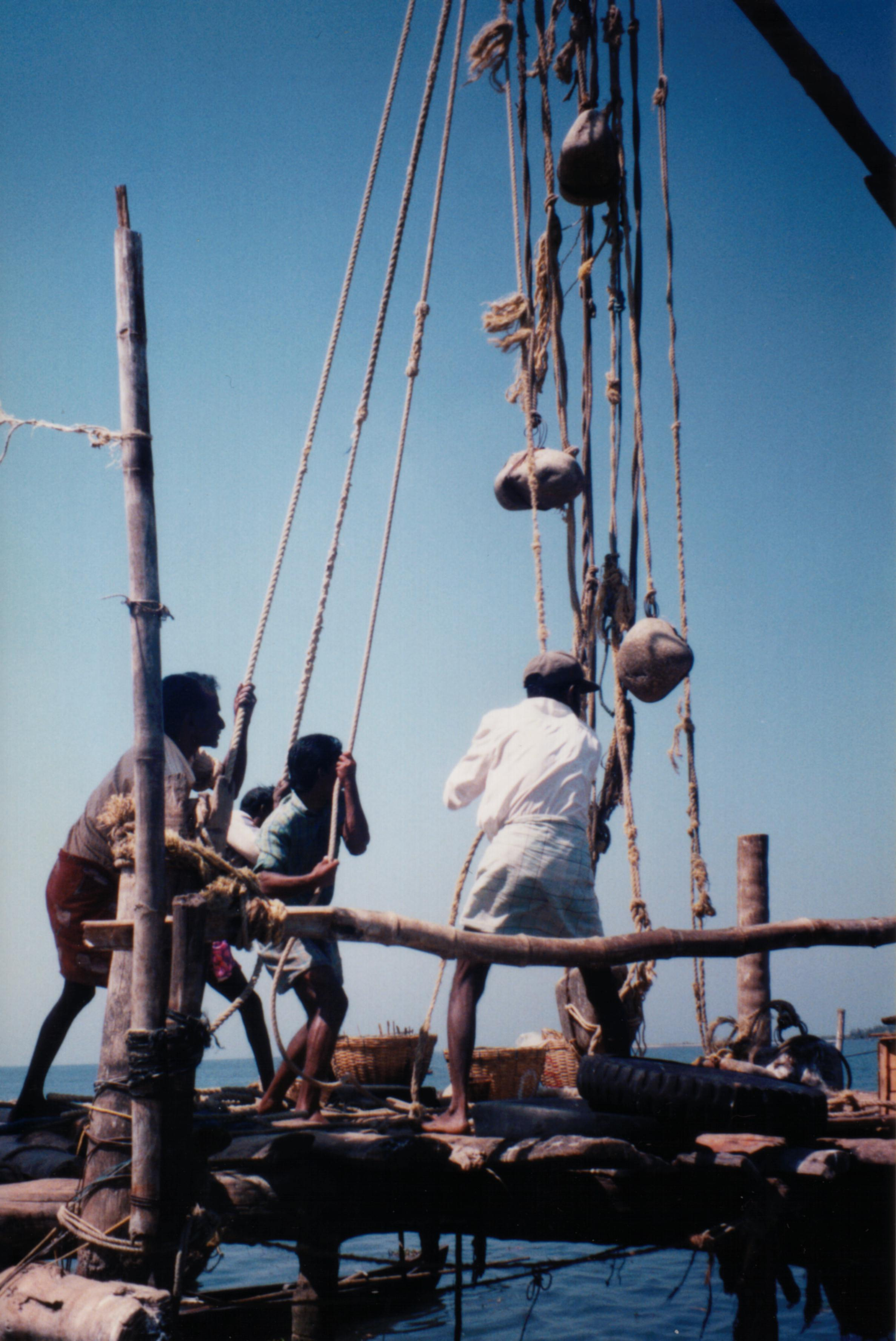
Herausheben des Netzes
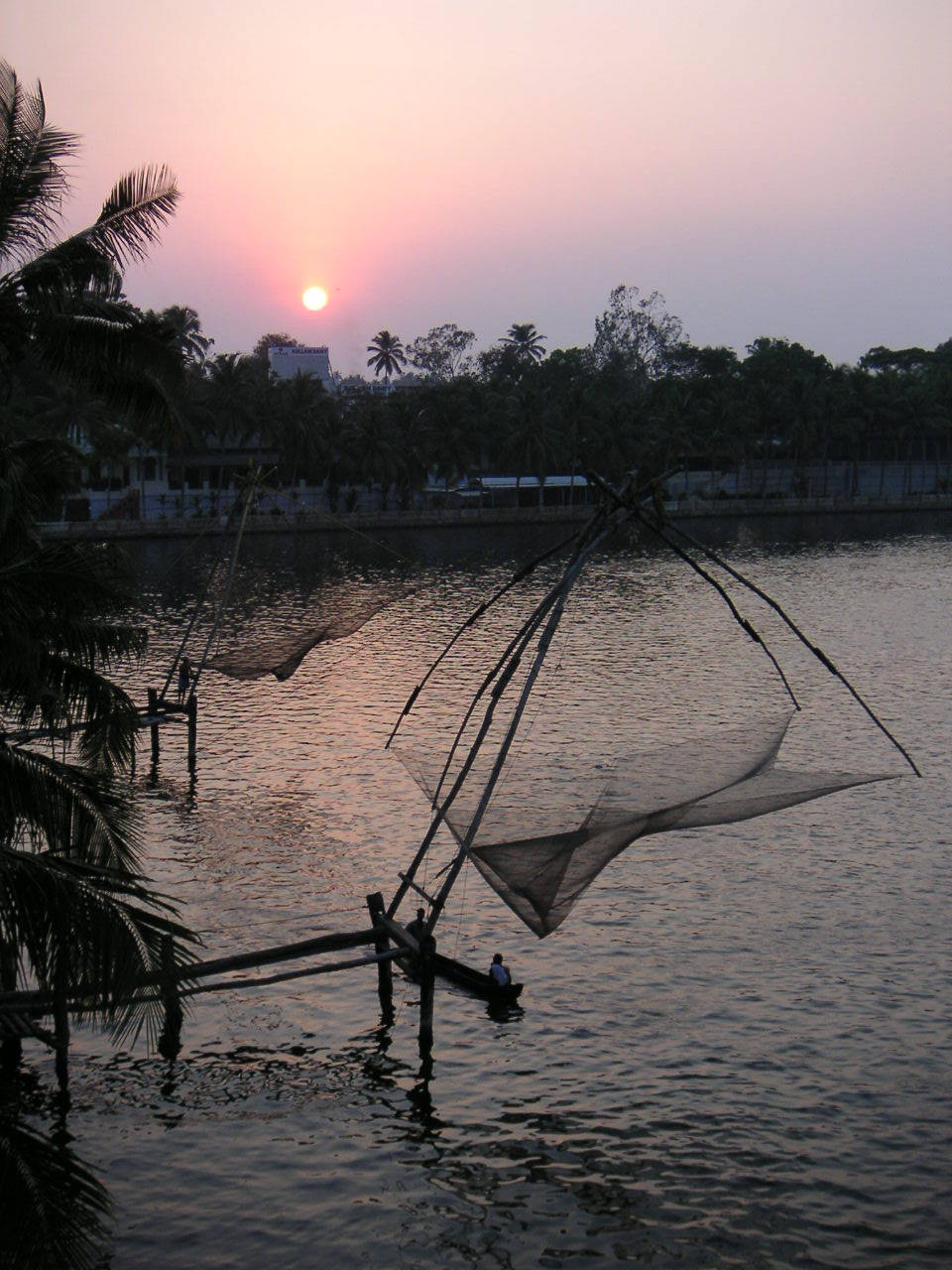
Video: Chinesische Fischernetze in Kochi
- Chinesische Fischernetze in Kollam

## Einzelbelege
1. ↑  Fishing Gear Types: Shore-operated Stationary Lift Nets. Food and Agriculture Organization der Vereinten Nationen (FAO) (englisch).
2. ↑  Fishing Gear. Surrounding Nets. In: Profish.com (englisch).